# Аскарян, Дон
Дон Аскарян (род. 10 июля 1949 года, Степанакерт, НКАО Азербайджанская ССР — 6 октября 2018) — продюсер, режиссёр и сценарист армянского происхождения.

## Биография
В 1967 году он уехал в Москву и изучал историю. После института он работал помощником режиссёра и кинокритиком в течение года. В период с 1975 по 1977 года Дон Аскарян сидел в тюрьме за отказ служить в Советской Армии. В 1978 году он эмигрировал из СССР в Западный Берлин и с тех пор жил и работал в Германии, Нидерландах и Армении, где основал свои продюсерские компании. Его фильмы выигрывали призы на многочисленных международных кинофестивалях. По всему миру было проведено уже около трех десятков личных ретроспектив фильмов Дона Аскаряна. В 1996 году Дон Аскарян опубликовал свою книгу «Опасный свет».

## Фильмография
- 1984: Медведь
- 1988: Нагорный Карабах
- 1988: Комитас [2], [3]
- 1992: Аветик (1992), [4]
- 1998: Параджанов
- 2000: Музыканты
- 2001: На старой римской дороге [5], [4]
- 2007: Арарат
- 2008: Отец